# Integrated
Integrated is een tweejaarlijkse internationale conferentie omtrent grafisch ontwerp, visuele kunst en beeldcultuur. De tweedaagse conferentie wordt georganiseerd door Sint Lucas Antwerpen, het departement kunst van de Karel de Grote-Hogeschool en vindt plaats in kunstencentrum deSingel in Antwerpen. Sinds 2007 werden reeds zes edities georganiseerd. De zevende editie staat gepland op 6 en 7 november 2019.

## Concept
De titel van de conferentie verwijst naar het feit dat de hedendaagse maatschappij ons stelt voor complexe problematieken die vragen om geïntegreerde oplossingen. Daarvoor moeten we horizontale verbanden leggen tussen verschillende disciplines. De conferentie wil dat bewerkstelligen door een podium te geven aan een diversiteit van professionals: designers, architecten, illustratoren maar ook kunstenaars en academici krijgen er de kans om over hun werk, hun visie en hun proces te praten. Aan de basis van elke editie ligt een manifest, geschreven door grafisch ontwerper en docent Hugo Puttaert, de initiator en drijvende kracht achter de conferentie.

## Edities

### 2007
De eerste editie van Integrated vond plaats op 2 en 3 november 2007. Het begeleidende manifest spreekt over "een attitude waarbij ontwerpers in het midden van het maatschappelijke veld gaan postvatten". Van daaruit gaan zij op zoek naar oplossingen voor complexe vraagstukken en dit vanuit een onderzoekend, dialectisch en creatief proces. De dialoog met andere disciplines is daarin cruciaal.
Sprekers waren onder meer criticus Rick Poynor en designers Ruedi Baur, René Knip, Fons Hickmann, Ben Bos, Erik Kessels, Pierre di Sciullo, Sara De Bondt, Janenrandoald en Tom Hautekiet.

### 2009
De tweede editie vond plaats op 22 en 23 oktober 2009. Na de kredietcrisis van 2007 wordt in het manifest de vraag gesteld naar de rol van de designer in de transitie naar een mentaliteit die gekenmerkt wordt door duurzaamheid, verantwoordelijkheid en maatschappijkritiek.
Sprekers waren onder meer designers Stefan Sagmeister, Storm Thorgerson, Mevis & Van Deursen, het collectief Adbusters en hoogleraar Jean Paul Van Bendegem.

### 2011
De derde editie vond plaats op 13 en 14 oktober 2011. Het manifest 'Let’s get rid of all dictates' juicht de veelheid aan ideeën, vormen en acties toe die het vanzelfsprekende gevolg zijn van een maatschappij die almaar diverser wordt. Het bepleit de waarde van het absurde, het frisse en het gedurfde, als noodzakelijk tegengif voor de verzuring, het consumentisme en de onverschilligheid.
Sprekers waren onder meer letterontwerpers Matthew Carter, Alessio Leonardi, Petr van Blokland en Erik van Blokland, designer Paul Sahre, kunstenaar Dan Perjovschi, architect Jacob van Rijs van architectenbureau MVRDV, componist Serge Verstockt en illustrator Henning Wagenbreth.

### 2013
De vierde editie vond plaats op 24 en 25 oktober 2013. Het manifest 'The fluidity in-between' spreekt dit keer over het ongrijpbare, veelkleurige en vloeibare dat zich afspeelt tussen de traditionele maatschappelijke structuren. Dat fluïde domein is de plaats van positieve ondernemingen, zoals de vrije creatie, maar heeft ook negatieve gevolgen. Wat betekent het bijvoorbeeld wanneer grenzen zodanig vervagen dat we geen onderscheid meer kunnen maken tussen betrouwbare en onbetrouwbare informatie?
Sprekers waren onder meer typograaf Ludovic Balland, designers Morag Myerscough en Unfold, en artdirector Simon Esterson.

### 2015
De vijfde editie vond plaats op 26 en 27 november 2015. Het manifest 'The change from within' identificeert een niet te stuiten paradigmashift: "geijkte denkbeelden beïnvloeden, verschuiven, bestuiven en bekampen mekaar." Die shift getuigt van een menselijke drang naar duurzaamheid, levenskwaliteit, integriteit en voldoening. Ontwerpers dienen zich af te vragen welke rol ze willen vertolken in deze verschuiving.
Sprekers waren onder meer designers Joost Grootens, Jordy van den Nieuwendijk, Harry Pearce, Studio Dumbar, James Langdon, S.Y.N.D.I.C.A.T., Base Design, en filosoof Lieven De Cauter.

### 2017
De jubileumeditie vond plaats op 14 en 15 november 2017. Het manifest 'Between creativity and criminality' werd geschreven door Hugo Puttaert en socioloog Pascal Gielen (ARIA en Universiteit Antwerpen). De tekst handelt over de onderstromen en bewegingen die zich afspelen tussen markt en staat, tussen privaat en publiek, tussen commercieel en sociaal. Vaak liggen artistieke strategieën aan de basis van zulke risicovolle maar ook waardevolle burgerinitiatieven.
Sprekers waren onder meer designers Mike Monteiro en Metahaven, fotograaf Oliviero Toscani, activiste Nadezjda Tolokonnikova van Pussy Riot en artistiek directeur Philippe Van Cauteren van S.M.A.K..